# Lijst van indianenreservaten in Oregon

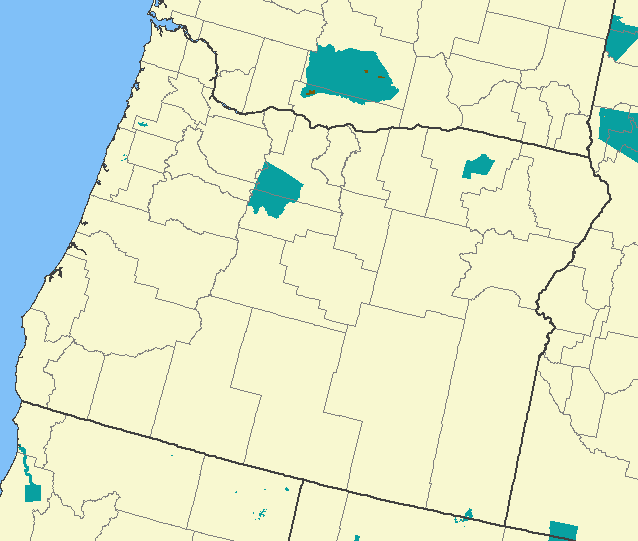
Indiaanse reservaten. Op deze kaart zijn in Oregon alleen Warms Springs Reservation (links) en Umatilla Reservation (rechts) zichtbaar

Dit is een lijst van indianenreservaten in de staat Oregon in de Verenigde Staten in het jaar 2006.

## Bestaande reservaten
Er zijn zeven indiaanse reservaten in Oregon, die eigendom zijn van zeven federaal erkende indianenvolken in Oregon: 
- Burns Paiute Indian Colony, van de Burns Paiute Tribe: 55,6 km² in Harney County
- Coos, Lower Umpqua and Siuslaw Reservation, van de Confederated Tribes of Coos, Lower Umpqua and Siuslaw Indians beslaat minder dan 40.000 m²[1]
- Coquille Reservation omvat 22 km² land voor de Coquille Tribe in en rond Coos Bay
- Grand Ronde Community, van de Confederated Tribes of the Grand Ronde Community of Oregon: 45 km², voornamelijk in Yamhill County, met de rest in Polk County
- Siletz Reservation, van de Confederated Tribes of Siletz: 17 km², waarvan 14,8 km² in Lincoln County
- Umatilla Reservation, van de Confederated Tribes of the Umatilla Indian Reservation: 700 km², voornamelijk in Umatilla County, met de rest in Union County
- Warm Springs Reservation, van de Confederated Tribes of Warm Springs: 2600 km², voornamelijk in Wasco County en Jefferson County, met delen in Clackamas County, Marion County, en Linn County

## Geplande reservaten
- Cow Creek Reservation, voor de Cow Creek Band of Umpqua Indians
- Klamath Reservation, voor de Klamath Tribes[2]

## Celilo Village
Celilo Village is geen reservaat, maar eigendom van de Verenigde Staten en behoort door het Bureau of Indian Affairs voor de Umatilla, Tenino, Chinook en Yakama.

## Fort McDermitt, Nevada-Oregon
Fort McDermitt, voor de Fort McDermitt Paiute and Shoshone Tribes uit Nevada, bevindt zich deels in Oregon (Malheur County) en deels in Nevada (Humboldt County).

## Vroegere reservaten
- Coastal Indian Reservation, gevormd in 1856. Een klein overblijfsel ervan vormt nu Siletz Reservation.
- Malheur Indian Reservation
- Table Rock Indian Reservation